# Let There Be Rock
Let There Be Rock (en español - Hágase el Rock) es el cuarto álbum de estudio de la banda de hard rock AC/DC, lanzado en Australia el 27 de  julio de 1977. De este álbum destacan las canciones «Bad Boy Boogie», «Hell ain't a Bad Place to Be», «Let There Be Rock» y «Whole Lotta Rosie», que lograron repercusión radial y han sido tocadas en concierto de manera frecuente. Todas las canciones fueron escritas por Angus Young, Malcolm Young y Bon Scott.
El disco fue originalmente publicado por el sello discográfico Albert Records. Una edición modificada fue publicada por el sello Atlantic Records en julio de 1977.

## Descripción
Let There Be Rock fue el último álbum de AC/DC en tener como bajista a Mark Evans, quien previamente había grabado con la banda los álbumes T.N.T. (1975) y Dirty Deeds Done Dirt Cheap (1976). El 3 de abril de 1977, AC/DC filmó una actuación en vivo de «Dog Eat Dog» para Countdown, un programa televisivo australiano.
En julio de 1977, la banda filmó un vídeo musical promoviendo la canción «Let There Be Rock» del álbum del mismo nombre. El vídeo fue grabado en una iglesia de Perth (Australia), y en él aparece Bon Scott vestido como un sacerdote y el resto de la banda vestidos de acólitos. Esta edición fue eventualmente reempacada con la portada para la versión internacional, presentando una vez más diferencias entra la portada de la versión australiana con su correspondiente versión internacional. En la portada de "Let There Be Rock" de la edición mundial se usó por primera vez el logotipo oficial de la banda, creado por el diseñador gráfico Gerard Huerta.
En 1980, AC/DC lanzó una videograbación en vivo llamada AC/DC: Let There Be Rock. En 1997, el audio de este concierto fue publicado en un CD, en los discos 2 y 3 del álbum Bonfire, que contenía material inédito y actuaciones de la banda junto a Bon Scott y gran cantidad de materiales extras.

## Lista de canciones
Existen dos versiones de este álbum:

### Australia
1. «Go Down» – 5:32 (vinilo), 5:34 (CD)
2. «Dog Eat Dog» – 3:35
3. «Let There Be Rock» – 6:07
4. «Bad Boy Boogie» – 4:30
5. «Overdose» – 6:10
6. «Crabsody In Blue» – 4:44
7. «Hell Ain't a Bad Place to Be» – 4:15
8. «Whole Lotta Rosie»- 5:34

### Internacional
1. «Go Down» – 5:19 (vinyl), 5:32 (CD)
2. «Dog Eat Dog» – 3:40
3. «Let There Be Rock» – 6:07
4. «Bad Boy Boogie» – 4:30
5. «Problem Child» - 5:26
6. «Overdose» – 6:12
7. «Hell Ain't a Bad Place to Be» – 4:15
8. «Whole Lotta Rosie» – 5:23

- Todas las canciones fueron escritas por Angus Young, Malcolm Young y Bon Scott.
- La mayoría de los álbumes contiene este listado, junto con una versión ligeramente más larga de «Go Down».
- La canción cinco, «Problem Child», fue originalmente lanzada para Dirty Deeds Done Dirt Cheap en 1976. Esta es una versión más corta que la original.
- Para el lanzamiento original en formato vinilo, en todos los mercados aparte de EUA y Japón, «Crabsody In Blue» fue colocada en lugar de «Problem Child».
- Se puede ver en el videoclip de la canción "Let there be Rock", cuando Bon Scott realiza un largo salto desde el atrio de la iglesia y cae rodando, lesionando el tobillo. Decidieron dejar la toma original.

## Créditos

### AC/DC
- Bon Scott - Cantante
- Angus Young - Guitarra líder
- Malcolm Young - Guitarra rítmica
- Mark Evans - Bajo
- Phil Rudd - Batería

### Producción
- Harry Vanda y George Young - Productores
- Mark Opitz - Ingeniero

## Posición en las listas

### Álbum
| Año  | Lista          | Posición |
| ---- | -------------- | -------- |
| 1977 | Australia      | 19       |
| 1977 | Estados Unidos | 154      |
| 1977 | Reino Unido    | 75       |

### Certificación
| País           | Ventas | Certificación |
| -------------- | ------ | ------------- |
| Estados Unidos | 2 000  | 2x Platino    |